# PP-93
PP-93 (tiếng Nga:ПП-93 viết tắt của Pistolet-Pulemet model 1993) là loại súng tiểu liên đã được Nga phát triển vào khoảng năm 1993 như là một phiên bản không thể gấp ngụy trang của khẩu PP-90 trước đó. Do đó được cải thiện thiết kế PP-93 đã trở nên phổ biến hơn khẩu "súng hộp" PP-90 một tí và được sử dụng trong lực lượng thi hành công vụ và bảo vệ trật tự của Nga. PP-93 được cho là khá chính xác trong chế độ bán tự động hoặc hoàn toàn tự động. PP-93 cũng là tương đối nhỏ gọn nên có thể cất dấu dễ dàng.

## Thiết kế
PP-93 sử dụng cơ chế blowback và được làm hầu hết bằng các miếng thép. Hộp đạn được lắp vào trong tay cầm cò súng. Nút khóa an toàn và chỉnh chế độ bắn nằm phía trên vòng bảo vệ cò súng. PP-93 có thể bắn với hai chế độ là từng viên và tự động điểm ruồi nằm ở đầu nòng súng và báng súng gấp cũng được làm bằng các miếng thép. Việc thay băng đạn mới có phần hơi khó chịu, khi thay bắng đạn xạ thủ phải kéo một thanh trượt hình trụ phía trước vòng bảo vệ cò súng để tháo móc băng đạn và rút nó ra hay để nó tự rơi xuống đất. Sau khi nạp băng đạn mới phải bỏ then này ra để nó trở về chỗ cũ khóa băng đạn mới lại. Khi bắn then trượt này sẽ được cố định. PP-93 có thể gắn thêm bộ phận nhắm bằng laser và gắn thêm ống hãm thanh.